# 金振九
金 振九（キム・ジング、朝鮮語: 김진구、1906年4月21日または7月29日 - 1987年4月5日または4月10日）は、日本統治時代の朝鮮および大韓民国の実業家、政治家、ジャーナリスト。制憲・第5代韓国国会議員（第5代は参議員）。
本貫は江陵金氏。7選国会議員・元国会副議長の金振晩は弟だが、所属陣営が相反する。東部グループを創業した実業家の金俊起と元国会議員の金宅起は甥。

## 経歴
江原道三陟郡（現・東海市松亭洞）出身。1927年ごろ培材高等普通学校（現・培材高等学校）卒。百谷農場経営を経て、三陟郡農会通常委員、三陟金融組合監事、朝鮮日報三陟郡支局長、東鮮物産株式会社監査役、三陟郡親和会長、江原道米軍政顧問、大韓独立促成国民会三陟郡副支部長・支部長・本部中央委員、立法議院江原道三陟郡代表、国会産業委員、商工部商工委員、韓国民主党党務委員、大韓石炭公社顧問、三陟地区開発委員会委員長、民主党発起人・江原道党最高委員・顧問、制憲同志会副会長を務めた。
1987年4月5日、老衰により延世医療院で死去。享年81。

## エピソード
解放直後の左右対立が酷かった時代、道警保安課長の申玉澈と道警監察官の姜準と結託し、左翼人士の鄭麟章と鄭世章を春川まで誘引して逮捕させた。
釜山政治波動の時は逮捕・投獄された。